# 威尔士国家图书馆
威尔士国家图书馆（英語：National Library of Wales）是威爾斯的國立圖書館，主馆位于開雷迪吉昂亞伯立斯威，由威爾斯政府資助維持運行。國立威爾斯圖書館服務所有威爾士語和英語讀者。館藏資料數超過650萬件。2015年1月，國立威爾斯圖書館和英國維基媒體協會開始了一項合作計劃。國立威爾斯圖書館設立於1907年3月19日。

## 外部連結

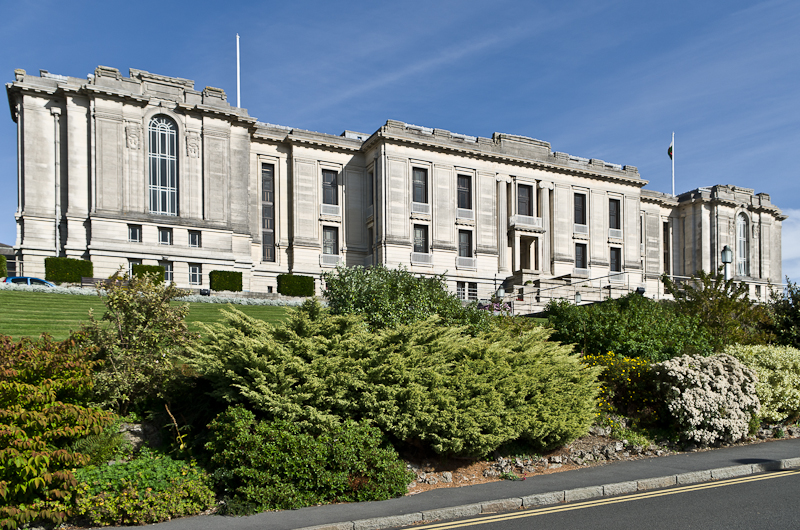
國立威爾斯圖書館

- The National Library of Wales official website*National Library of Wales: Collections Key to LLGC collections, including digitised
- （页面存档备份，存于）
- Welsh Journals Online（页面存档备份，存于）
- National Library of Wales Journal, Contents 1939–2000, UK & Ireland Genealogy (Genuki)